# Lars Sørensen (Politiker)
Lars Sørensen (* 16. Februar 1959 in Paamiut) ist ein grönländischer Politiker (Inuit Ataqatigiit).

## Leben
Lars Sørensen ist der Sohn der Küchenhelferin Esther Klemmensen geb. Sørensen. Er heiratete am 28. Juli 1990 seine Frau Mette (* 1961).
Er begann 1976 eine Büroausbildung und wurde 1978 Büroassistent. 1983 wurde er Oberassistent und 1985 Bevollmächtigter.
Er war bereits mehrere Jahre Mitglied des Rats der Gemeinde Paamiut, als er bei der Parlamentswahl 1995 auch ins Inatsisartut gewählt wurde. 1997 wurde er zum Bürgermeister der Gemeinde Paamiut gewählt. Bei der Parlamentswahl 1999 konnte er seinen Sitz im Inatsisartut verteidigen. 2002 trat er nicht mehr bei der Parlamentswahl an. 2008 schied er mit der Auflösung der Gemeinde Paamiut als Bürgermeister aus.